# Коритув (Мазовецьке воєводство)
Коритув (пол. Korytów) — село в Польщі, у гміні Радзейовиці Жирардовського повіту Мазовецького воєводства. Населення — 1166 осіб (2011).
У 1975-1998 роках село належало до Скерневицького воєводства.

## Демографія
Демографічна структура станом на 31 березня 2011 року:
|          | Загалом | Допрацездатний вік | Працездатний вік | Постпрацездатний вік |
| -------- | ------- | ------------------ | ---------------- | -------------------- |
| Чоловіки | 560     | 123                | 391              | 46                   |
| Жінки    | 606     | 145                | 344              | 117                  |
| Разом    | 1166    | 268                | 735              | 163                  |